# Vačík rejsčí
Vačík rejsčí (Caenolestes fuliginosus) žije v Jižní Americe, přesněji v Ekvádoru, Kolumbii a severozápadní Venezuele. Preferuje chladné a vlhké prostředí. Je to drobný vačnatec. Samice nemají vyvinutý vak (objevuje se pouze u mláďat, později zaniká). Mláďata jsou uchycena pevně na strucích bez ochrany vaku.
Potravou jsou malí bezobratlí živočichové a holátka, které loví v podvečer. K lovu používají dlouhé vibrissae (vousy) a dobře vyvinutý sluch. V zažívacím traktu byla objevena i semena, takže nepohrdne ani rostlinnou stravou. V zajetí se chová jen výjimečně.

## Morfologie
Tělo je 14 cm velké a téměř holý ocas je do 14 cm dlouhý. Váží kolem 40 g. Ocas není chápavý, ale používá ho jako třetí nohu (když sedí vzpřímeně). Srst se skládá z různých textur, což způsobuje nerovnoměrný vzhled (měkká, hustá srst). Zbarvení bývá tmavší nahoře od tmavě hnědé až téměř černé. Malé uši vyčnívají ze srsti a oči jsou velmi malé. Zadní tlapky mají dobře vyvinuté, mají zakřivené drápy na všech prstech.